# 텀블러-스내퍼 작전
텀블러-스내퍼 작전(영어: Operation Tumbler–Snapper)은 미국이 1952년 초 네바다 핵 실험장에서 수행한 일련의 핵실험이다. 텀블러-스내퍼 실험은 버스터-쟁글 작전에 이어 진행되었고 아이비 작전에 앞서 진행되었다.

## 실험

### 텀블러
미국 원자력위원회가 후원한 텀블러 단계는 이전 폭발에서 관찰된 실제 폭발 충격파 피해와 예상 피해 간의 불일치를 설명하고 최적의 폭발 고도를 더 정확하게 설정하기 위한 3번의 공중 폭발로 구성되었다.

### 스내퍼
미국 국방부가 후원한 스내퍼 단계는 다양한 신무기 개발을 시험하기 위한 1번의 공중 폭발과 4번의 탑 폭발로 구성되었다.
군사 훈련인 데저트 록 IV에는 7,350명의 병사들이 참여하여 실험 기간 동안 진행되었다. 이들은 찰리, 도그, 조지 실험에서 훈련을 받았고 폭스 실험을 관찰했다.

## 여파
텀블러-스내퍼 폭발에는 특히 낙진이 많은 무기가 포함되어 있었다. 특히 조지 실험은 미국 내 다른 핵실험보다 더 많은 시민을 오염시켰다. 조지 실험만으로 미국이 수행한 1,032번의 핵실험 중 전체 인구의 방사능 노출 중 약 7%를 차지했다.

미국 본토 핵실험으로 인한 거주민 방사선 노출 상위 10개, 첫 번째 열은 조지 실험.

## 요약
| 이름    | 날짜 시간 (UT)             | 현지 시간대 | 위치                                                                         | 표고 + 높이                             | 운반, 목적                      | 장치             | 위력  | 낙진                                      | 참고                           | 비고 |
| ------- | -------------------------- | ----------- | ---------------------------------------------------------------------------- | --------------------------------------- | ------------------------------- | ---------------- | ----- | ----------------------------------------- | ------------------------------ | --- |
| Able    | 1952년 4월 1일 17:00:07.5  | PST (−8 h)  | NTS Area 5 북위 36° 47′ 54″ 서경 115° 56′ 11″ / 북위 36.7983° 서경 115.9364° | 940 m (3,080 ft) + 240 m (790 ft)       | 자유 낙하, 무기 효과            | Mk-4             | 1 kt  | 요오드-131 방출 감지, 140 kCi (5,200 TBq) | [ 6 ] [ 7 ] [ 8 ] [ 9 ] [ 10 ] | U-235 핵, 레인저 에이블과 동일. 히로시마 및 버스터 베이커와 동일한 스케일 높이로 다른 종류의 표면에서 유사한 폭발 조건을 재현하기 위함.                            |
| Baker   | 1952년 4월 15일 17:29:57.1 | PST (−8 h)  | NTS Area 7 북위 37° 05′ 03″ 서경 116° 01′ 13″ / 북위 37.0841° 서경 116.0203° | 1,280 m (4,200 ft) + 340 m (1,120 ft)   | 자유 낙하, 무기 효과            | Mk-4             | 1 kt  | 요오드-131 방출 감지, 140 kCi (5,200 TBq) | [ 6 ] [ 7 ] [ 8 ] [ 9 ] [ 10 ] | 더 높은 폭발 고도에서 버스터 지역에 대한 텀블러 에이블의 반복. |
| Charlie | 1952년 4월 22일 17:30:10.0 | PST (−8 h)  | NTS Area 7 북위 37° 05′ 04″ 서경 116° 01′ 16″ / 북위 37.0844° 서경 116.0211° | 1,280 m (4,200 ft) + 1,050 m (3,440 ft) | 자유 낙하, 무기 효과, 무기 개발 | Mk-4             | 31 kt | 요오드-131 방출 감지, 4.6 MCi (170 PBq)   | [ 6 ] [ 7 ] [ 8 ] [ 9 ] [ 10 ] | 세제곱근 폭발 스케일링의 적용 가능성을 확인하기 위해 텀블러 베이커와 동일한 스케일 높이. 새로운 핵의 성능 시험 (?). TV로 생중계된 첫 번째 폭발. 데저트 록 IV.      |
| Dog     | 1952년 5월 1일 16:29:59.1  | PST (−8 h)  | NTS Area 7 북위 37° 05′ 03″ 서경 116° 01′ 16″ / 북위 37.0841° 서경 116.0211° | 1,280 m (4,200 ft) + 320 m (1,050 ft)   | 자유 낙하, 무기 효과, 무기 개발 | TX-7             | 19 kt | 요오드-131 방출 감지, 2.9 MCi (110 PBq)   | [ 6 ] [ 7 ] [ 8 ] [ 9 ] [ 10 ] | 버스터 찰리 및 이지와 동일한 스케일 높이. CONUS에서의 첫 번째 부스트 핵분열 실험. 삼중수소 없이 중수소 가스 융합 부스트 시험. 전조 압력파의 첫 감지. 데저트 록 IV. |
| Easy    | 1952년 5월 7일 12:14:59.3  | PST (−8 h)  | NTS Area 1 북위 37° 03′ 11″ 서경 116° 06′ 23″ / 북위 37.053° 서경 116.1064°  | 1,294 m (4,245 ft) + 90 m (300 ft)      | 탑, 무기 개발                   | Mk-12 "BROK-1"   | 12 kt | 요오드-131 방출 감지, 1.8 MCi (67 PBq)    | [ 6 ] [ 7 ] [ 8 ] [ 9 ] [ 10 ] | 템퍼로 베릴륨을 처음 사용. |
| Fox     | 1952년 5월 25일 11:59:59.6 | PST (−8 h)  | NTS Area 4 북위 37° 05′ 44″ 서경 116° 06′ 23″ / 북위 37.0955° 서경 116.1064° | 1,300 m (4,300 ft) + 90 m (300 ft)      | 탑, 무기 개발                   | TX-5 "XR1"       | 11 kt | 요오드-131 방출 감지, 1.6 MCi (59 PBq)    | [ 6 ] [ 7 ] [ 8 ] [ 9 ] [ 10 ] | 점화/위력 곡선을 시험하기 위해 설계. TOM 폴로늄/베릴륨 내부 개시자의 교정 시험. 데저트 록 IV.                                                                      |
| George  | 1952년 6월 1일 11:54:59.8  | PST (−8 h)  | NTS Area 3 북위 37° 02′ 53″ 서경 116° 01′ 19″ / 북위 37.048° 서경 116.022°   | 1,229 m (4,032 ft) + 90 m (300 ft)      | 탑, 무기 개발                   | TX-5 "XR-2"      | 15 kt | 요오드-131 방출 감지, 2.2 MCi (81 PBq)    | [ 6 ] [ 7 ] [ 8 ] [ 9 ] [ 10 ] | 베타트론 외부 개시자를 시험. 이는 핵으로 X선을 쏘아 광핵분열에 의해 중성자를 유도했다. 데저트 록 IV.                                                               |
| How     | 1952년 6월 5일 11:55:00.3  | PST (−8 h)  | NTS Area 2 북위 37° 08′ 19″ 서경 116° 07′ 07″ / 북위 37.1386° 서경 116.1187° | 1,370 m (4,490 ft) + 90 m (300 ft)      | 탑, 무기 개발                   | TX-12 "Scorpion" | 14 kt | 요오드-131 방출 감지, 2.1 MCi (78 PBq)    | [ 6 ] [ 7 ] [ 8 ] [ 9 ] [ 10 ] | 베릴륨 중성자 반사체/템퍼를 사용한 첫 시험. |

1. ↑  미국, 프랑스, 영국은 실험에 코드명을 부여한 반면, 소련과 중국은 코드명 없이 실험 번호만 사용했다(소련의 평화적 폭발은 예외적으로 이름이 붙여졌다). 이름이 고유명사가 아닌 경우 괄호 안에 영어 번역이 제공된다. 숫자 뒤에 대시는 일제 사격의 구성원을 나타낸다. 미국은 때때로 이러한 일제 사격 실험의 개별 폭발에도 이름을 붙여 "name1 – 1(with name2)"와 같은 형태가 되기도 한다. 실험이 취소되거나 중단된 경우, 날짜 및 장소와 같은 행 데이터는 알려진 경우 의도된 계획을 공개한다.
2. ↑  UT 시간을 표준 현지 시간으로 변환하려면, 괄호 안의 시간 수를 UT 시간에 더한다. 현지 일광 절약 시간의 경우, 추가로 한 시간을 더한다. 결과가 00:00 이전이면 24시간을 더하고 날짜에서 1을 뺀다. 24:00 또는 이후이면 24시간을 빼고 날짜에 1을 더한다. 과거 시간대 데이터는 IANA 시간대 데이터베이스에서 얻었다.
3. ↑  대략적인 지명과 위도/경도 참조. 로켓 운반 실험의 경우, 알려진 경우 폭발 위치 이전에 발사 위치가 명시된다. 일부 위치는 매우 정확하지만, 다른 위치(예: 공중 투하 및 우주 폭발)는 상당히 부정확할 수 있다. "~"는 해당 지역의 다른 실험과 공유되는 대략적인 형식적 위치를 나타낸다.
4. ↑  표고는 해수면 대비 폭발 지점 바로 아래의 지면 높이를 의미하며, 높이는 탑, 풍선, 갱도, 터널, 공중 투하 또는 기타 장치에 의해 추가되거나 감소된 추가 거리를 의미한다. 로켓 폭발의 경우 지면 높이는 "N/A"이다. 경우에 따라 높이가 절대적인지 지면 대비 상대적인지 불분명한 경우도 있다(예: 플럼밥/존). 숫자나 단위가 없으면 값이 알려지지 않았음을 나타내며, "0"은 0을 의미한다. 이 열의 정렬은 표고와 높이를 합산한 값을 기준으로 한다.
5. ↑  대기, 공중 투하, 풍선, 총, 순항 미사일, 로켓, 지표면, 탑, 바지선 등은 모두 부분적 핵실험 금지 조약에 의해 금지된다. 밀폐된 갱도와 터널은 지하에 있으며 PTBT 하에서도 유용하게 유지되었다. 의도적인 분화구 생성 실험은 경계선에 있으며, 조약 하에서도 발생했지만 때때로 항의를 받았고, 실험이 평화적 용도로 선언된 경우 일반적으로 간과되었다.
6. ↑  무기 개발, 무기 효과, 안전 시험, 운송 안전 시험, 전쟁, 과학, 공동 검증 및 산업/평화적 목적을 포함하며, 이는 더 세분화될 수 있다.
7. ↑  알려진 경우 실험 품목에 대한 명칭, "?"는 선행 값에 대한 불확실성을 나타내며, 특정 장치의 별칭은 인용 부호 안에 표시된다. 이 정보 범주는 종종 공식적으로 공개되지 않는다.
8. ↑  톤, 킬로톤, 메가톤 단위로 추정된 에너지 위력. 1톤의 TNT 환산은 4.184 기가줄 (1 기가칼로리)로 정의된다.
9. ↑  알려진 경우 즉각적인 중성자를 제외한 대기 중으로의 방사성 배출. 언급된 경우 측정된 종은 요오드-131에 한하며, 그렇지 않으면 모든 종을 의미한다. 항목이 없으면 알 수 없음을 의미하며, 지하인 경우 아마도 없을 것이고, 그렇지 않은 경우 "모든" 종이 배출되었음을 의미한다. 그 외에는 알려진 경우 현장 또는 현장 외에서 측정되었는지 여부와 방출된 방사능의 측정량을 표기한다.

## 갤러리

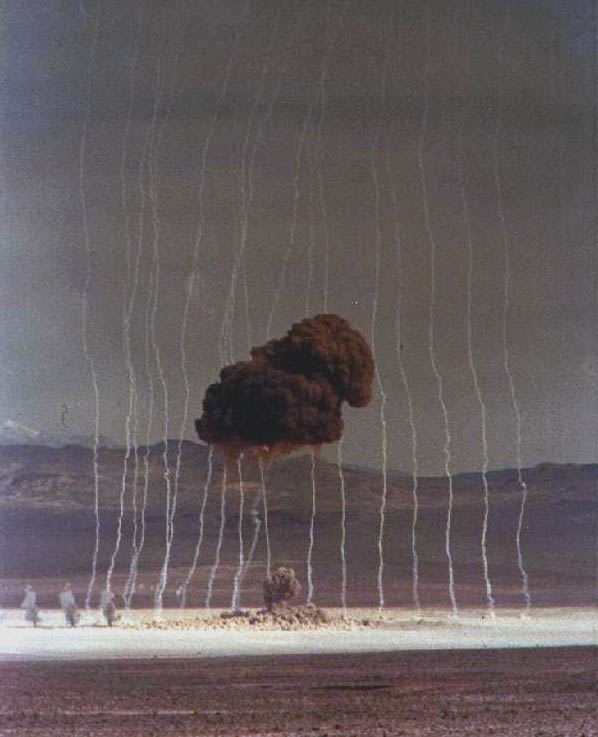
텀블러-스내퍼 에이블, 1킬로톤.
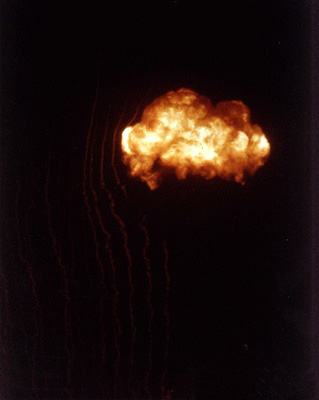
텀블러-스내퍼 찰리, 31킬로톤.
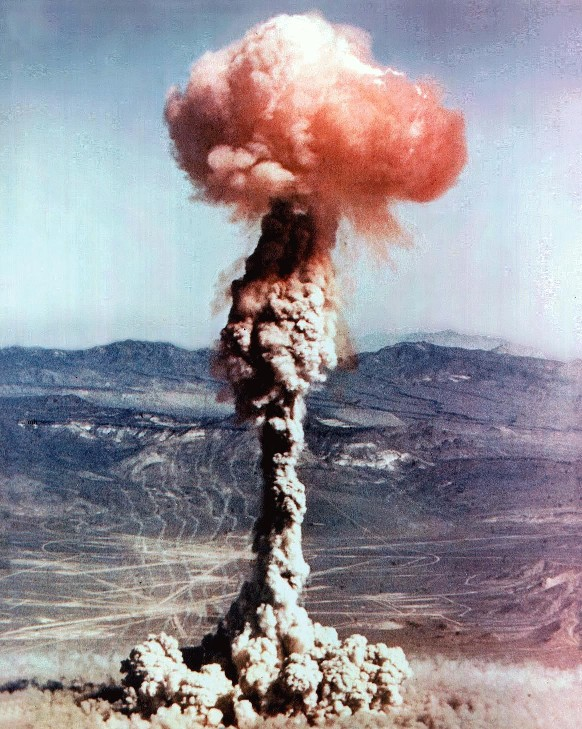
텀블러-스내퍼 도그, 19킬로톤.
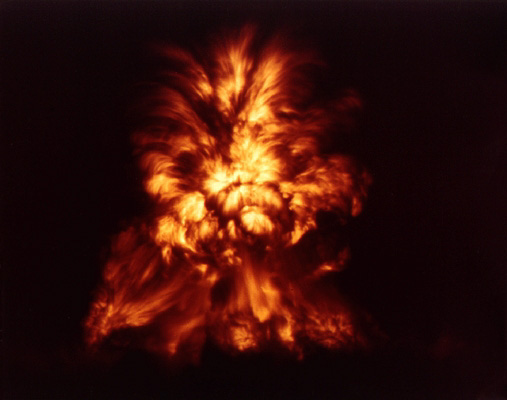
텀블러-스내퍼 폭스, 11킬로톤.
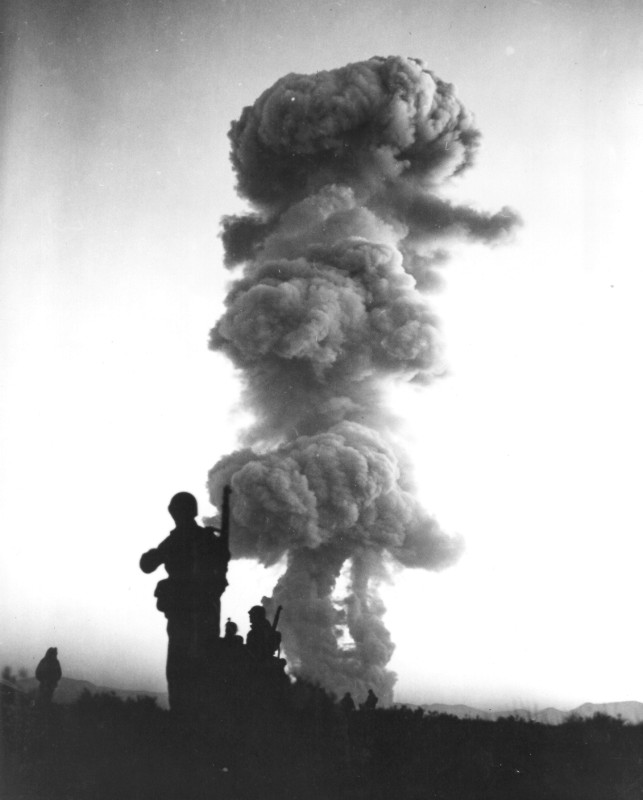
텀블러-스내퍼 조지, 15킬로톤.
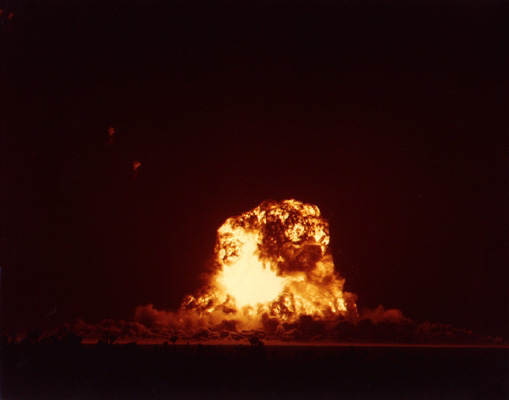
텀블러-스내퍼 하우, 14킬로톤.